# Scorpaenopsis pusilla
Scorpaenopsis pusilla és una espècie de peix pertanyent a la família dels escorpènids.
Fa 3,2 cm de llargària màxima i té 24 vèrtebres És un peix marí, demersal i de clima tropical, que es troba a les illes Marqueses al Pacífic oriental central.
És inofensiu per als humans.